# بيندكت تايلور
بيندكت تايلور (بالإنجليزية: Benedict Taylor)‏ هو موسيقي بريطاني، ولد في 1982 في Kendal ‏ في المملكة المتحدة.

## وصلات خارجية
- بيندكت تايلور على موقع IMDb (الإنجليزية)
- بيندكت تايلور على موقع قاعدة بيانات الفيلم (الإنجليزية)